# Aldo Gerna
Dom Aldo Gerna, MCCI (Ponte in Valtellina, 7 de maio de 1931), é um missionário comboniano e bispo católico nascido na Itália e naturalizado brasileiro. É bispo-emérito da diocese de São Mateus.

## Biografia
Filho de Andrea e Teresa Gerna, Aldo Gerna nasceu aos aos 7 de maio de 1931 na vila de Arigna, município de Ponte in Valtellina, Província de Sondrio, Região de Lombardia, Itália. Entrou no seminário em 1943 e de 1950 a 1956 cursou Filosofia e teologia na Pontifícia Universidade Urbaniana, em Roma. Fez sua profissão religiosa na congregação dos Missionários Combonianos no dia 9 de setembro de 1950. Foi ordenado sacerdote na Arquibasílica de São João de Latrão, em Roma, no dia 22 de dezembro de 1956. Chegou ao Brasil em 27 de novembro de 1957, apresentando-se a serviço da então Diocese de Vitória do Espírito Santo em 9 de dezembro do mesmo ano, com o objetivo de trabalhar na Diocese de São Mateus, criada logo depois, no Norte do Espírito Santo, considerada região de missão. De Vitória viajou de ônibus para São Mateus, tendo passado no Seminário dos Combonianos em Ibiraçu e de lá por Jaguaré, que à época tinha cerca de quatro casas, tomando conhecimento desde o início da precariedade da vida e pobreza da população e da região.
Na recém criada Diocese de São Mateus, Aldo Gerna foi secretário do então bispo Dom José Dalvit por sete anos. Nesse período Aldo acompanhou o processo de ocupação e expansão da região Norte Capixaba, as lutas e dificuldades da população, a ausência de políticas públicas e as desigualdades sociais. Os primeiros cinco anos, junto com outros dois padres, viajou incansavelmente, quase sempre a cavalo, em ação missionária. Enfrentou, no trabalho, muitas dificuldades, desde doenças, como a malária, até questões de natureza política na defesa dos direitos fundamentais da população. Nesse período passou um ano de estudos em Roma, onde também acompanhara Dom José no Concílio Vaticano II.No seu retorno à Diocese de São Mateus intensificou sua presença junto às pequenas comunidades de fé e afirmava que considerava sua obra mais importante o esforço por introduzir na Diocese de São Mateus, com um toque forte de preocupação com a questão social, as diretrizes e deliberações do Concílio Vaticano II.
Por motivos de saúde, Dom José Dalvit renunciou ao cargo em 20 de junho de 1970 e em 24 de maio de 1971, o Papa Paulo VI nomeou Dom Aldo Gerna, aos 40 anos de idade, como segundo Bispo de São Mateus, recebendo a ordenação episcopal e tomando posse no dia 1 de agosto desse mesmo ano, em solenidade presidida por Dom João Batista da Mota e Albuquerque. Seu lema, em latim, é Scio Cui Credidi, quem em Língua Portuguesa sanguifica Sei em quem acreditei.
Como bispo de São Mateus, Aldo procurou nortear seu trabalho na construção de uma nova mentalidade. Quis a igreja despojada do ritualismo, das cerimônias pomposas, e realizando sua opção preferencial pelos pobres, conforme o Sínodo de Puebla.
| “ | ...as primeiras coisas que colocamos na lista de mudanças foram as obras sociais, que absorviam energia e nos colocavam numa atitude de eternos dependentes dos poderes públicos. Precisávamos correr atrás de verbas para realizar tais trabalhos sociais e era aquela agonia, porque o dinheiro não chegava. Tínhamos também a consciência de que não deveria ser essa a nossa prioridade e essas obras entraram em crise. Não deveriam mais ser nossa responsabilidade, mas sim do estado que é responsável por elas. Nós deveríamos nos libertar dessas coisas e enveredarmos por outro caminho que a igreja não ficasse parecendo um grupo econômico de grandes empreendimentos. De modo que, quando assumi a diocese, sonhava com a superação dessa situação. | ” |

Dentre os trabalhos que absorviam trabalho dos padres da Diocese estavam as atividades econômicas da Igreja, tais como uma serraria, uma tipografia e uma fazenda de gado. Todos estes bens foram colocados à venda e o dinheiro revertido por Dom Aldo em obras pastorais da Diocese. No entanto, Dom Aldo teve de enfrentar a opinião pública, pois até mesmo alguns católicos pregavam contra essa mudança, alegando que o atual bispo esta destruindo a obra do seu antecessor.
Dentre as grandes obras realizadas pelo bispo, destacam-se a construção da Catedral de São Mateus, construída em forma de tenda, obra esta realizada com a venda do prédio da Sagrada Família ao governo do estado, onde atualmente está locado o 13º Batalhão de Polícia Militar e a construção do Mosteiro Beneditino da Virgem de Guadalupe e da Igreja de São Daniel Comboni. Além disso, Aldo erigiu 06 paróquias, ordenou 35 padres e crismou mais de 78 mil cristãos.
Renunciou ao cargo em 3 de outubro de 2007 por motivo de idade, sendo sucedido por Dom Zanoni Demettino Castro.